# Laguna de Guzmán

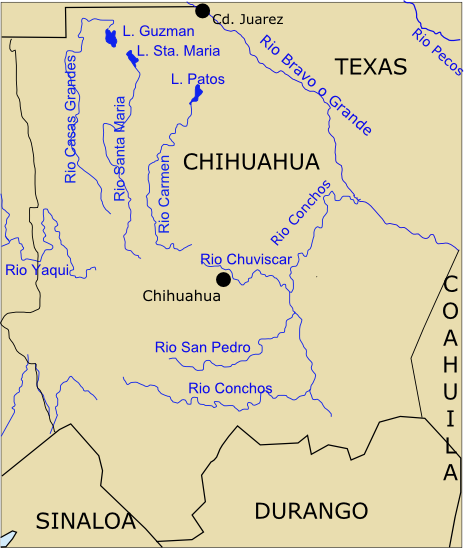
Mapa de Chihuahua, México, donde los ríos y lagunas están marcados

La laguna Guzmán es una laguna en una cuenca endorreica ubicada en Chihuahua, México. La laguna posee una extensión de unos  36km² (9 km de largo y 4 km ancho), y está ubicada a 1184 m s. n. m.
La laguna recibe el aporte del río Casas Grandes, que nace en la Sierra Madre Occidental. La cuenca que aporta a la laguna abarca unos 16 000 km², con un caudal anual integrado de 300 millones de m³.